# Anomochloa
Anomochloa és un gènere monotípic de plantes amb flors de la família d'herbes, Poaceae. És un dels dos gèneres de la seva subfamília i l'únic gènere de la tribu Anomochloeae.
L'única espècie coneguda és l'Anomochloa marantoidea, nativa de l'Estat de Bahia a l'est del Brasil.

## Taxonomia
- Anomochloa macrantoidea A. Braun ex Pritz.
- Anomochloa marantoidea Brongn.